# Пенсільванія-авеню

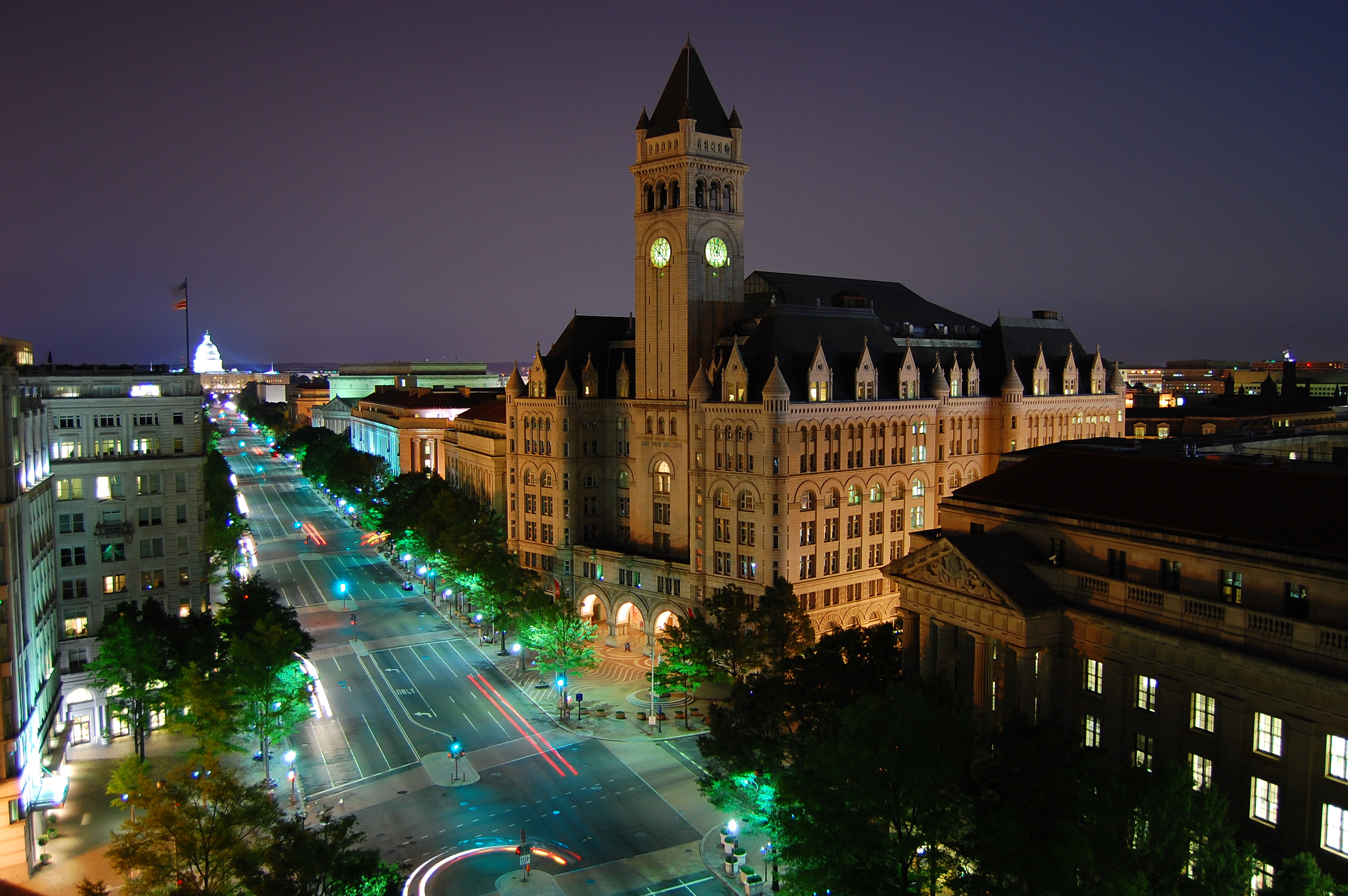
Вид уночі на Пенсільванія-авеню

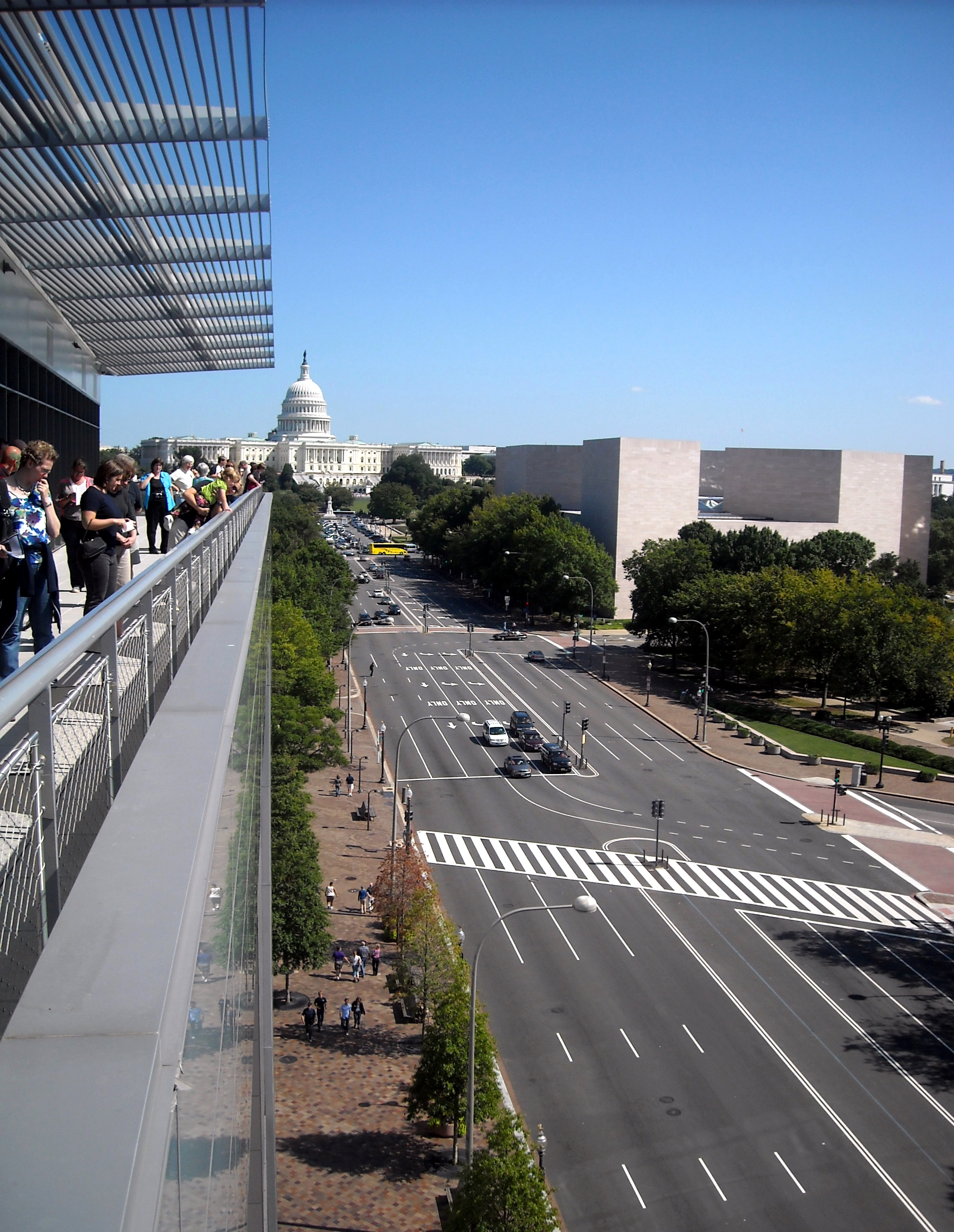
Вид з тераси Музею новин.

Пенсільва́нія-авеню́ — центральна вулиця столиці Сполучених Штатів Америки міста Вашингтон, яка з'єднує офіс президента США Білий дім і будинок Конгресу США — Капітолій. Межує із парковим, музейним та меморіальним комплексом Національна алея. Вважається «найголовнішою вулицею Америки», адже нею проходять паради і процесії, а також марші протесту. Крім того, є важливою транспортною артерією столиці та складовою Національної системи «хайвеїв».

## Транспортна артерія
Загальна довжина вулиці — 9,3 км, але найголовнішим вважають її прямий відрізок завдовжки 1,9 км від Білого дому до Капітолія. Одна частина вулиці завдовжки 5,6 км простягається від південно-східного боку Капітолійського пагорбу по капітолійському кварталу, далі по мосту Джон Філіп Сауза через річку Анакостія. Продовження вулиці довжиною 23,3 км від межі Вашингтону йде далі через округ Принца Джорджа в штаті Меріленд й закінчується перехрестям з Ем-Ді-Роуд біля річки Патуксент. Протилежна частина вулиці продовжується на північний захід від Білого дому на 2,3 км до Ем-Стріт в Джорджтауні.

## Історія вулиці

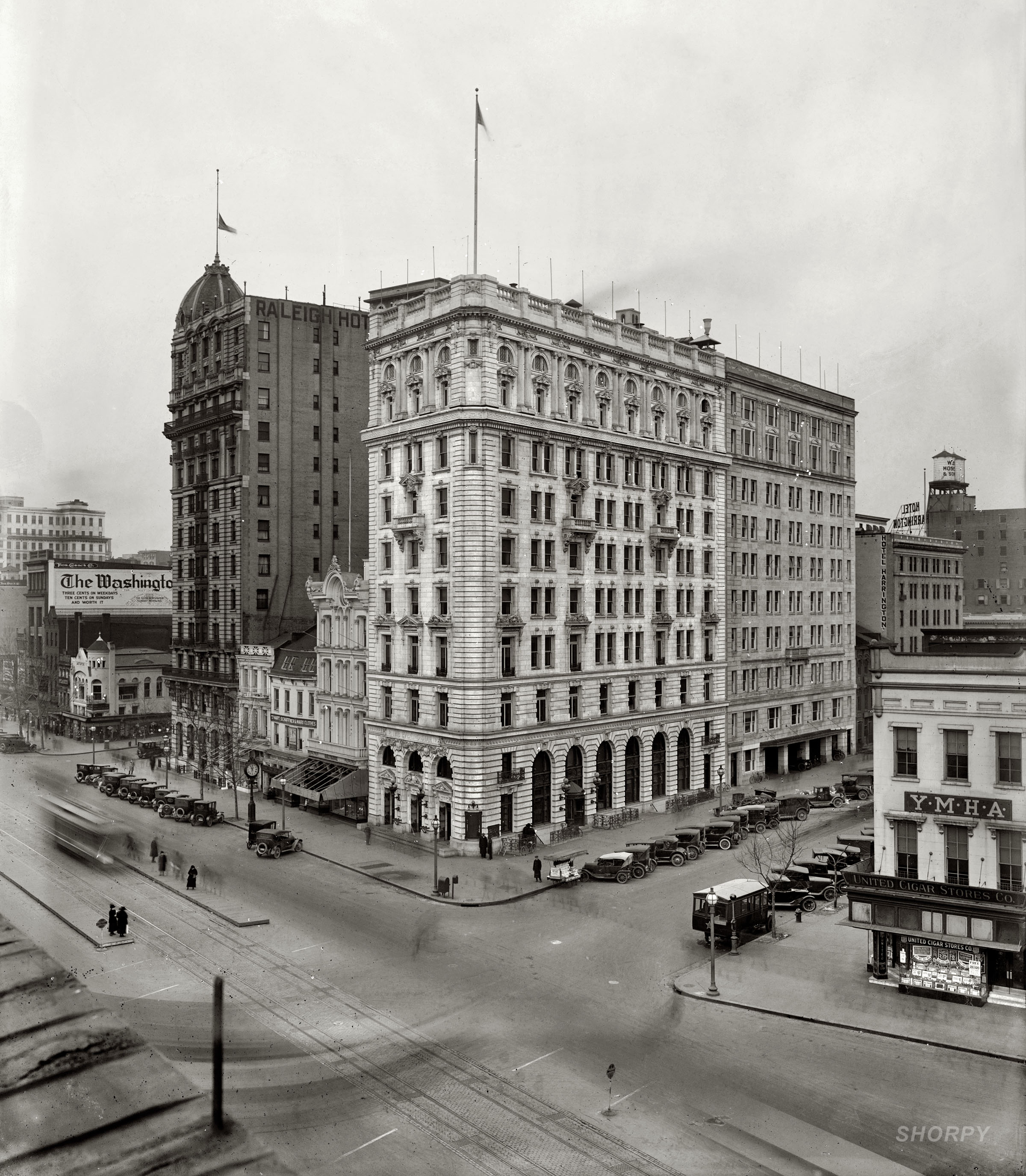
Перехрестя Одинадцятої Стріт і Пенсільванія-авеню в 1921 р.

Заснована проєктувальником на ім'я П'єр Ленфан (Pierre (Peter) Charles L'Enfant) Пенсільванія-авеню є однією із найперших вулиць федерального міста. Вперше вона згадується у 1791 р. у листі Томаса Джефферсона. За однією з версій вулиця стала називатися Пенсільванія на знак вибачення за перенесення столиці з Філадельфії — найбільшого міста в штаті Пенсільванія. І президент Томас Джефферсон і президент Джордж Вашингтон розглядали цю вулицю, як важливий елемент нової столиці. Після вивчення плану забудови Ленфана Дж. Вашингтон висловив побажання, щоб вона називалася Гранд-авеню. В часи Джефферсона Гранд-авеню перетворилася із брудної та голої в покриту бруківкою і озеленену пірамідальними тополями.
Відрізок Пенсільванія-Авеню між Білим домом і Капітолієм вважається «церемоніальним серцем американської нації». Джордж Вашингтон називав його «найвеличнішим і найзручнішим». Колись між Білим домом і Капітолієм був прямий вид, але зведення будинку Казначейства США перекрило його, і історики вважають, що президент Ендрю Джексон зробив це невипадково. В часи його правління відносини між президентом і Конгресом були напруженими, тож Джексон не бажав бачити Капітолій із вікна свого службового кабінету й наказав звести між ними якусь державну споруду.

##### Інавгураційні процесії
Перша інавгураційна процесія пройшла по Пенсільванія-авеню під час переобрання Томаса Джефферсона на 2-й термін. І з того часу кожен президент США, за винятком 2-ї інавгурації Рональда Рейгана, влаштовував на ній інавгураційний парад. (Рейган відмовився від параду у 1985 р. через погані погодні умови в день інавгурації — мороз і штормовий вітер).

##### Похоронні процесії
По цій вулиці проходили похоронні процесії сімох із восьми Президентів, які померли під час своїх термінів на посаді — від Вільяма Генрі Гаррісона до Джеральда Форда. Франклін Рузвельт є єдиним главою держави, який помер на посаді, але його похоронна процесія не йшла цією вулицею. Серед колишніх Президентів похоронної процесії по Пенсільванія-авеню відзначилися Ліндон Джонсон і Джеральд Форд.

##### Військові паради
У 1865 р. через кілька тижнів після похоронної процесії Авраама Лінкольна по Пенсільванія-авеню пройшов парад потомацької армії (однієї з частин збройних сил північної Конфедерації, яка перемогла) в ознаменування закінчення громадянської війни.

##### Громадські акції

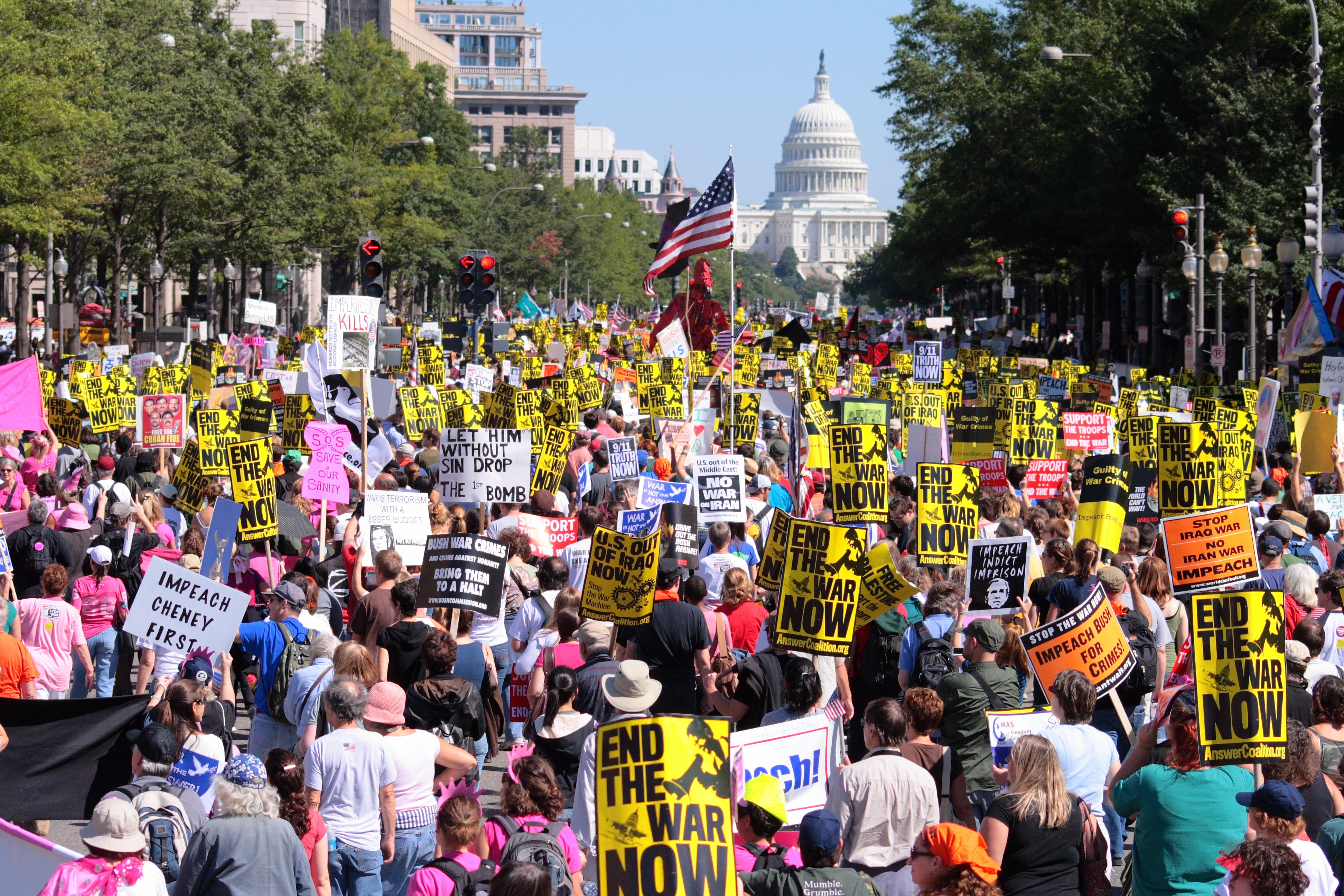
Антивоєнний марш протесту на Пенсільванія-авеню 15.09.2007

Пенсільванія-авеню — традиційне місце для парадів та маршів протесту простих американців. Наприклад, під час депресії у 1890-х Джейкоб Коксі (Jacob Coxey) організував із п'ятистами прихильниками марш цією вулицею, вимагаючи встановити федеральну допомогу по безробіттю. Так само напередодні інавгурації Вудро Вільсона в 1913 р. й пізніше у 1917 р. суфражистка Еліс Пол (Alice Paul) проводила тут марші протесту суфражисток, об'єднаних в «Національну жіночу партію», з вимогами надання жінкам виборчих прав. В липні 1932 р. армія ветеранів Першої світової війни і їхніх родичів (так звана Бонус Армія) маршували до Білого дому, щоб розгорнути пікет з вимогами виплати компенсацій. Один з останніх великих мітингів був у 2009 — марш на Вашингтон.
Пенсільванія-авеню також слугує місцем для різноманітних національних святкувань, включно з денними та нічними костюмованими парадами.